# The Story Begins
The Story Begins – debiutancki minialbum południowokoreańskiej grupy Twice, wydany 20 października 2015 roku przez JYP Entertainment i dystrybuowany przez Genie Music. Sprzedał się w nakładzie 129 974 egzemplarzy w Korei Południowej (stan na sierpień 2017 r.). Płytę promował singel „Like OOH-AHH” skomponowany przez Black Eyed Pilseung.

## Lista utworów
| Nr | Tytuł                                          | Słowa                          | Kompozycja                                                                       | Aranżacja                        | Czas |
| -- | ---------------------------------------------- | ------------------------------ | -------------------------------------------------------------------------------- | -------------------------------- | ---- |
| 1. | "Like OOH-AHH" (kor. OOH-AHH하게 OOH-AHH Hage) | Black Eyed Pilseung, Sam Lewis | Black Eyed Pilseung, Sam Lewis                                                   | Rado                             | 3:35 |
| 2. | "Do It Again" (kor. 다시 해줘 Dasi Haejwo)     | J.Y. Park "The Asiansoul"      | Glen Choi, Fingazz                                                               | Fingazz                          | 3:26 |
| 3. | "Going Crazy" (kor. 미쳤나봐 Michyeonnabwa)    | Daniel Kim, Kebee              | Jake K, 220, Sophia Pae, Sam Gray                                                | Jake K, 220                      | 3:01 |
| 4. | "Truth"                                        | Jin-suk Choi                   | Anne Judith Wik, Nermin Harambasic, Jin-suk Choi, Tatiauna Matthews, Xin Xin Gao | Jin-suk Choi                     | 3:33 |
| 5. | "Candy Boy"                                    | Kim Eun-soo                    | Ryan Marrone, Julia Michaels, Chloe Leighton, Garrick Smith                      | Marrone Michaels, Leighton Smith | 2:46 |
| 6. | "Like a Fool"                                  | Daniel Kim                     | Daniel Kim, Mayu Wakisaka                                                        | Daniel Kim                       | 3:34 |

## Notowania
| Lista                    | Pozycja |
| ------------------------ | ------- |
| Gaon Weekly Album Chart  | 3       |
| Gaon Monthly Album Chart | 11      |
| Gaon Yearly Album Chart  | 49      |
| Billboard World Albums   | 15      |
| Five Music (Tajwan)      | 2       |